# The Cake Sale
The Cake Sale é um projeto coletivo de alguns músicos da Irlanda que se uniram a músicos de outros países objetivando a gravação de um álbum que recebeu o mesmo nome do projeto. A renda obtida na venda do álbum foi revertida para o projeto Oxfam Irlanda e para a Make Trade Fair. O álbum produzido teve três lançamentos oficiais: 3 de novembro de 2006 na Irlanda, 10 de setembro de 2007 no Reino Unido e 16 de outubro de 2007 nos Estados Unidos.

## O álbum
O álbum The Cake Sale foi gravado por um grupo de músicos irlandeses e internacionais liderados por Brian Crosby para arrecadar fundos para apoiar dez projetos desenvolvidos na África, em países como Tanzânia, Malawi, Uganda e Sudão.

## Contribuições
Vários músicos aderiram ao projeto, participando nas gravações, nas divulgações do trabalho, realização de apresentações, arranjos e composições.
- David Geraghty - Bell X1
- Emm Gryner
- Paul Noonan - Bell X1
- Glen Hansard - The Frames, The Swell Season
- Ollie Cole - Turn
- Damien Rice
- Colm Mac Con Iomaire - The Frames
- Conor Deasy - The Thrills
- Matt Lunson
- Lisa Hannigan
- Nina Persson - The Cardigans
- Gary Lightbody - Snow Patrol
- Gemma Hayes
- Rob Bochnik - The Frames
- Josh Ritter
- Neil Hannon - The Divine Comedy
- Graham Hopkins - Therapy?, The Frames
- Nick Seymour - Crowded House